# 绥西战役
绥西战役，是1940年中国国民革命军在第八战区发动的冬季攻势中的第二场战役。战役由日军发动，是以消灭中方军队有生力量为目的，针对包头战役的一场报复性战役。战役以日军攻占绥远西部多座城池宣告结束，中方军队在战役中并没有与日军进行过多的正面接触，总体以游击消耗为目标，但由于作战方针传达不到位，以至于遭受了很多不应有的损失。但日军在随后以伪军为主要守城部队，这也为中方发动五原战役提供了条件。

## 战役背景
傅作义进攻包头的这次行动给日军以极大震动，因为他们并没有料到位于绥远的傅作义有实力对日军展开攻势。日本驻蒙军为了防止傅作义再次进攻包头，于1940年1月15日制定了旨在歼灭傅作义集团为目的的“八号作战”。由于五原在包头以西200多公里，超过了日军大本营的作战控制线，所以驻蒙军又将作战计划呈报大本营。而日军大本营并未考虑到要占领绥西，所以在1月24日的回文中虽然批准了此项计划，但是命令出击部队在达成目的后应立即撤回原防地。

## 双方准备

### 日军方面
1月25日，日军驻蒙军司令官冈部直三郎以黑田重德的第26师团、小岛吉藏的骑兵集团、王英的“绥西自治联军”3个师和伪蒙军3个师在集结于包头周围，并计划于1月28日沿黄河两岸西进，向第8战区副司令长官部驻地五原发动攻势。
1月27日，日军驻蒙军司令官冈部直三朗中将秘密前往包头，召见黑田、小岛等高级将领策划进攻绥西的相关事宜。会上决定:以第26师团主力2万余人取道后山进人绥西地区；以骑兵集团及配属之伪蒙军3个师、伪绥西自治联军1.5万余人取道前山及黄河南岸向绥西进犯，目标直指五原，摧毁绥西抗日根据地。

### 国军方面
撤回绥西的傅作义一面命令部队加紧整补，一面开始准备迎击日军的部署。傅作义判断，日军进犯绥西的主要目的是歼灭中国军队而不是以占领土地为目标。傅作义就此决定避免与日军正面决战，采取游击方式各路打击日伪军。他以第35军所属3个师为机动部队，准备与日军主力展开运动战，灵活机动，寻找机会杀伤日军；以骑兵第6军及其配属部队在西山咀和马七渡地区阻击，以迟滞日军行动，随后扰乱日军补给；以第81军及其配属部队利用在乌镇、乌不浪口的既设阵地，在正面阻击日军并搞清日军主力后转人狼山开展游击。总战略方针是引诱日军深入，切断其补给，以期达到各个击破的目的。

## 战役经过
1月28日，由骑兵集团长小岛中将指挥的骑兵集团和第2混成旅团分乘汽车300余辆，兵分两路向绥西发动进攻，但是在途中遭到了中国军队骑兵第6军所属两个团的袭扰。迟至2月3日才摆脱了骑6军的阻击，继续向五原前进。另一路西进军由第26师团师团长黑田中将指挥的以第26师团为主的日伪混合部队则在乌不浪口与乌镇地区遭到了中国军队第81军35师的顽强阻击，第26师团在得到飞机坦克的支援下突破了第35师的阻击阵地，第35师206团第2营营附马建功少校、第205团第1营第1连连长丁良玉上尉牺牲。当第35师阵地为日军突破后，由马彦少将指挥第81军骑兵旅便开始了袭扰战，之后第101师又开赴前线配合骑兵旅，使得第26师团直到1月30日才突破了第81军的全部防线，并于2月1日侵占乌不浪口和乌镇。中国军队的第81军各部则在第101师的掩护下脱离了战斗，撤入狼山。
兵分3路西进的日伪军在突破和摆脱了中国军队骑6军与第81军的袭扰阻击后，又遭到了第35军所属3个师的阻击作战。其中第35军新31师第93团在师长孙兰峰少将的亲自指挥下，于黑石虎、三女店地区成功伏击日军第26师团的先头部队，打死打伤日军100余人，摧毁日军汽车数十辆。第2天凌晨，日军又集中3个大队的兵力向新31师第91、第92团的万和长阵地发起猛烈攻击，新31师官兵在继续坚持了一天后，于2月3日凌晨时分撤入狼山。
第101师在折桂乡地区顽强地阻击日军，其中第303团在团长王赞臣上校的指挥下利用城堡围墙死战不退，使当面之日军遭受重大损失，第303团团长王赞臣虽身负重伤，所部亦死伤400余人，但是仍旧坚持在第一线，直到师长董其武少将严命撤退后，才放弃了阵地退入狼山。第301、第302团也于此时分别撤入狼山。
第35军的另新32师则利用当面的沙丘地带作为掩护，先是成功伏击由包五公路前进的日军骑兵集团的先头部队，此后更是击退了日军的数次波浪式冲锋，坚持到2月2日深夜放弃阵地，撤入狼山。
第35军各部在完成各自的任务后相继撤入狼山，同时五原县县长李吉祥中校亦于同时顺利疏散了群众，完成了县城各机关的撤退工作。所以当2月3日日军占领五原时，五原已是空城一座。随后日军兵分两路，又相继占领了临河、陕坝两地。
根據日方機密資料，日軍在此次進犯總共戰死160人、受傷461人。

## 战役影响
在这一阶段的战斗中，总的战略思想是打机动战，不让日军捕捉到中国军队的主力，但是在实际上中国军队并没有做到这点，大多数战斗仍旧是保持在阵地战的基础上作战，遭受到了不应有的损失。战役结束后，日军以伪军为主要部队驻守在刚刚夺取的城池中，这也为接下来爆发的五原战役提供了条件。